# Sông Ấn

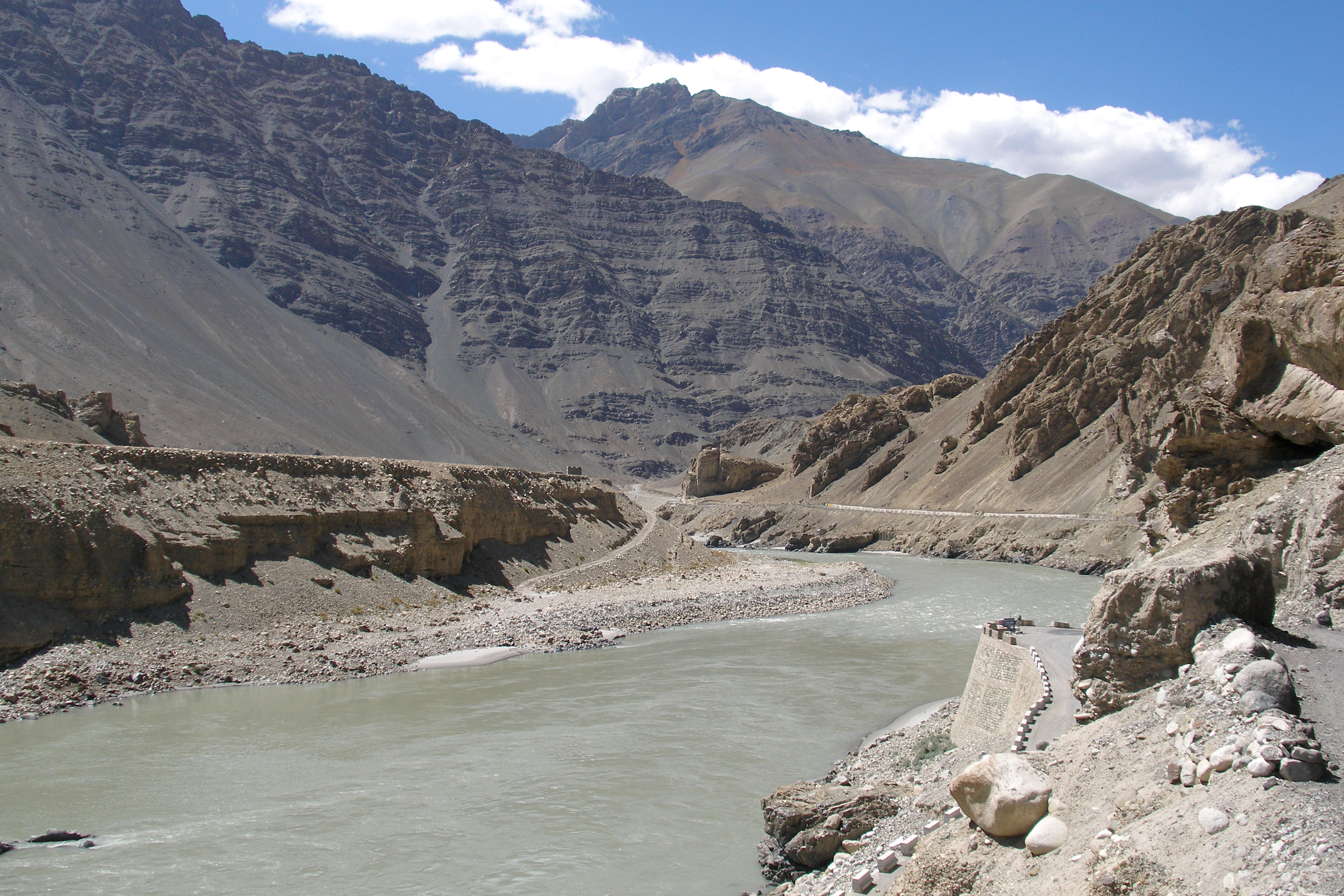
Sông Ấn

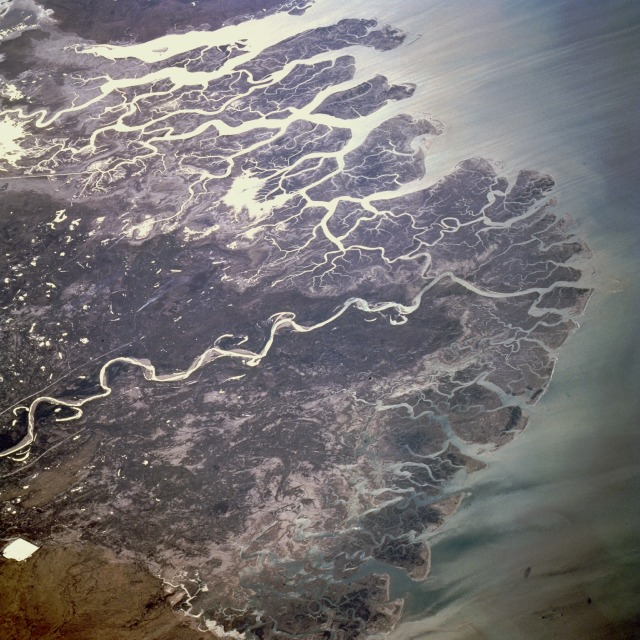
Đồng bằng sông Ấn

Sông Ấn Độ gọi tắt là Sông Ấn (Sindh darya), còn được ghi lại là Sindhu (tiếng Phạn), Sinthos (tiếng Hy Lạp), và Sindus (tiếng Latinh), là con sông chính của Pakistan. Trước năm 1947 khi xảy ra Ấn Hồi phân chia thành hai quốc gia Ấn Độ và Pakistan thì sông Ấn là con sông lớn thứ nhì sau sông Hằng của xứ Ấn Độ ở vùng Nam Á. Con sông này có vai trò quan trọng về mặt văn hóa lẫn thương mại của cả khu vực. Địa danh "Ấn Độ" cũng xuất phát từ tên của con sông này.
Sông Ấn này bắt nguồn từ Tây Tạng, chảy từ dãy núi Himalaya theo hướng Đông nam lên tây bắc qua Kashmir trước khi rẽ về hướng nam, chếch tây nam tây nam sau khi vào địa phận Pakistan. Chiều dài của sông Ấn tùy theo cách đo đạc, dao động từ 2.900 đến 3.200 km. Sông Ấn là cái nôi của một nền văn minh cổ đại nơi đã sớm xuất hiện những đô thị đầu tiên trên thế giới.

## Dòng sông và thủy văn

### Dòng sông
Thượng nguồn của sông Ấn nằm ở Tây Tạng, bắt đầu ở hợp lưu của hai con sông: sông Sengge và sông Gar, nhận nước từ núi Nganglong Kangri và Gangdise Shan. Sông Ấn sau đó chảy theo hướng đông bắc-tây nam tới Gilgit-Baltistan ở phía nam của dãy núi Karakoram, sau đó dần dần chuyển hướng theo hướng nam, ra khỏi các vùng núi ở đoạn giữa Peshawar và Rawalpindi. Nó bị đắp đập ngăn nước ở khu vực này, tạo ra hồ chứa nước Tarbela. Phần còn lại trên hành trình của nó ra tới biển là các khu vực đồng bằng của Punjab và Sind, và dòng chảy của nó bị chậm đi rất nhiều. Nó nối với sông Panjnad tại Mithankot. Chảy qua Hyderabad, nó kết thúc tại khu vực đồng bằng châu thổ lớn ở phía đông nam Karachi.

### Các nhánh sông
- Sông Gilgit
- Sông Gizar
- Sông Hunza
- Sông Gumal
- Sông Zhob
- Sông Kabul
- Sông Kunar
- Sông Sutlej
- Sông Shyok
- Sông Beas
- Sông Chenab
- Sông Jhelum
- Sông Ravi

### Thông tin khác
Sông Ấn là một trong số rất ít sông trên thế giới có hiện tượng sóng cồn khi thủy triều dâng. Sông Ấn, theo lưu lượng, là "sông ngoại lai lớn nhất (dòng chảy chính của nó không chảy qua quốc gia mà nó mang tên) trên thế giới.

## Lịch sử và khảo cổ
Nền văn minh thung lũng sông Ấn là một trong bốn nền văn minh của thế giới cổ đại, ba nền văn minh cổ đại khác là nền văn minh Lưỡng Hà (Mesopotamia), nền văn minh Ai Cập cổ đại và nền văn minh Trung Hoa. Các đô thị chính của nền văn minh thung lũng sông Ấn, chẳng hạn như Harappa và Mohenjo Daro đã ra đời vào khoảng năm 3000 TCN, và là hiện thân của những khu vực con người cư trú lớn nhất trong thế giới cổ đại.

## Địa chất

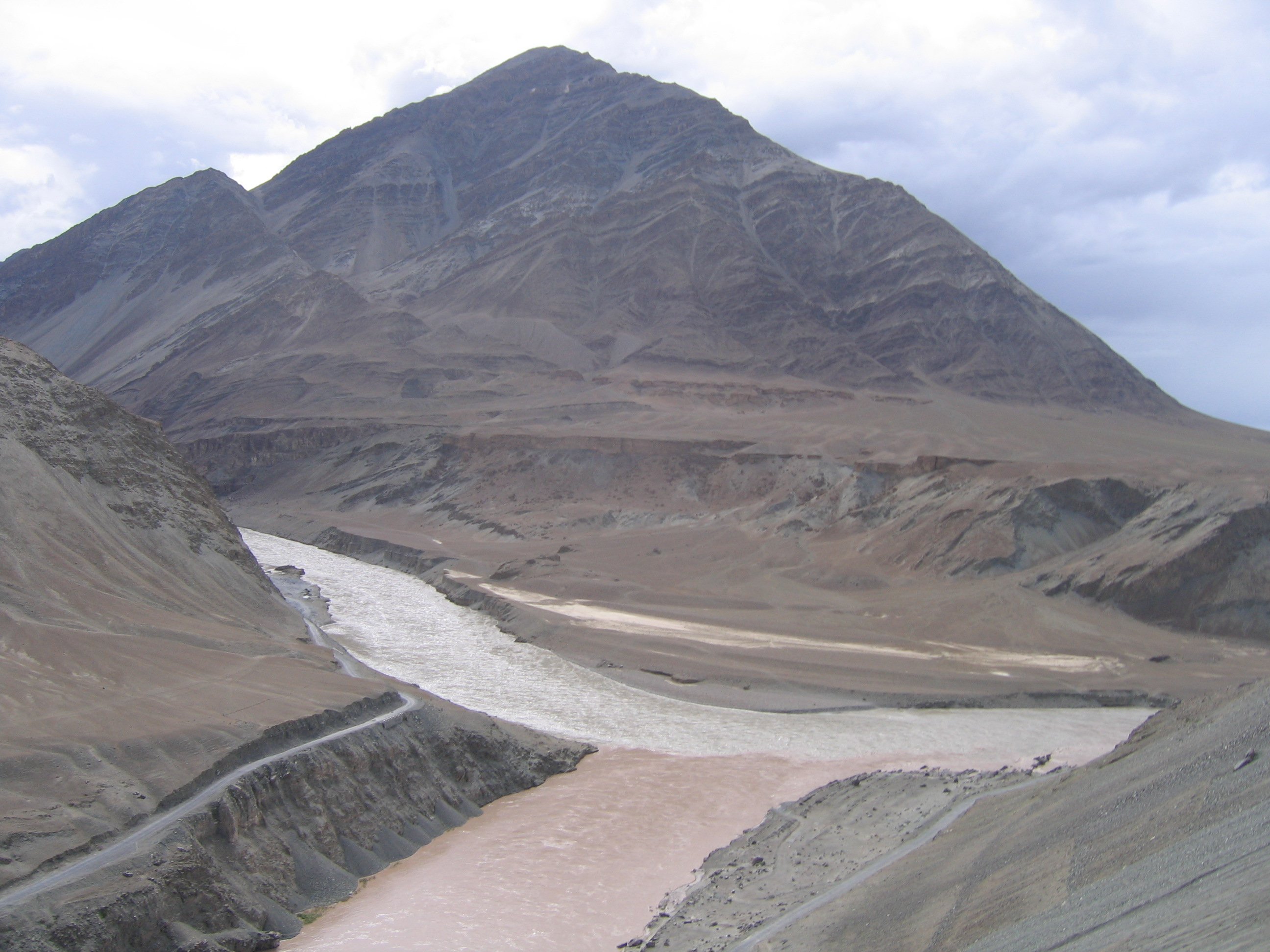

Sông Ấn cung cấp trầm tích cho quạt trầm tích ngầm Indus, đây là một thể trầm tích lớn thứ hai trên Trái Đất với khoảng 5 triệu km³ vật liệu bị xói mòn từ các dãy núi. Các nghiên cứu về trầm tích trong các sông hiện đại chỉ ra rằng, dãy núi Karakoram ở miền bắc Pakistan và Ấn Độ là nguồn vật liệu quan trọng nhất, còn Himalaya là nguồn lớn thứ 2, hầu hết qua các sông lớn của Punjab (Jhelum, Ravi, Chenab, Beas và Sutlej). Phân tích về trầm tích từ biển Ả Rập đã chứng minh rằng trước 5 triệu năm trước Sông Ấn không kết nối với các sông ở Punjab mà nối vào sông Hằng và bị bắt dòng vào thời điểm sau đó. Các công trình trước đó cho thấy rằng cát và bột ở phía tây của Tây Tạng đã được mang đến biển Ả Rập vào 45 triệu năm trước, ám chỉ sự tồn tại của sông Ấn cổ đại vào thời đó.
Ở vùng Nanga Parbat, việc xói mòn lớn do sông Ấn sau khi bị cướp dòng và đổi hướng qua vùng đó được cho là đã làm lộ các đá ở tầng nông và trung bình lên bề mặt.

## Sinh vật hoang dã
Cá heo sông Ấn là một phân loài của cá heo chỉ tìm thấy ở sông Ấn. Trước kia, chúng đã từng tồn tại ở các sông nhánh của sông Ấn. WWF xếp loài này là một trong những loài trong bộ Cá voi nguy cấp với chỉ còn khoảng 1000 cá thể. Cá palla (Hilsa ilisha) sống trong sông này là đặc sản của người dân sống dọc theo hai bờ sông. Nằm ở phía đông nam Karachi, đồng bằng châu thổ lớn được các nhà bảo tồn sinh thái đánh giá là một trong những khu sinh thái quan trọng nhất của thế giới.

## Các vấn đề hiện nay

### Ô nhiễm
Qua nhiều năm các nhà máy xây dựng dọc theo các bờ của sông Ấn đã làm gia tăng lượng ô nhiễm nước sông và không khí xung quanh nó. Mức ô nhiễm cao trong sông đã làm đe dọa nghiêm trọng đến loài cá heo sông Ấn. Cơ quan Bảo vệ môi trường Sindh đã yêu cầu các nhà máy ven sông phải dừng theo Luận Bảo vệ môi trường Pakistan năm 1997. Cá heo sông Ấn chết cũng có nguyên nhân từ người đánh bắt cá dùng chất độc để thuốc cá. Kết quả là, chính phủ đã cấm đánh bắt cá từ Guddu Barrage đến Sukkur.

### Lũ năm 2010

Các vùng bị ảnh hưởng, 26/8/2010

Vào tháng 7 năm 2010, sau các trận mưa lớn bất thường, mực nước sông Ấn dâng cao và bắt đầu gây lụt. Trận mưa tiếp tục trong vòng 2 tháng tiếp theo, đã tàn phá một khu vực lớn của Pakistan. Ở Sindh, Sông Ấn gây vỡ bờ gần Sukkur vào ngày 8 tháng 8, nhấm chìm làng Khan Jatoi. Vào đầu tháng 8, trận lụt lớn nhất di chuyển về phía nam dọc theo sông Ấn đến vùng tây Punjab, tại đây nó tàn phá ít nhất 1,4 triệu acre hoa màu, và phía nam của tỉnh Sindh. Đến tháng 9 năm 2010 có hơn 2.000 người và hơn một triệu căn nhà đã bị phá hủy kể từ khi lụt xuất hiện.

### Lũ lụt Sindh 2011
Các trận lũ Sindh năm 2011 bắt đầu trong suốt đợt gió mùa Pakistani vào giữa tháng 8 năm 2011, gây mưa lớn ở Sindh, miền đông Balochistan, và miền nam Punjab. Trận lũ câu tổn hại nghiêm trọng; ước tính có 434 người dân thiệt mạng, 5,3 triệu người và 1.524.773 căn nhà bị ảnh hưởng. Sindh là một khu vực màu mở và thường được gọi là "thùng rác" của quốc gia này; thiệt hại và thiệt mạng từ trận lũ ảnh hưởng mạnh đến nền nông nghiệp của địa phương. Ít nhất 1,7 triệu acre đất canh tác bị ngập. Theo sau trận lũ năm 2010 đã tàn phá một phần lớn của đất nước này. trận lũ năm 2011 đã gây ngập lụt chưa từng có đối với 16 huyện của Sindh.